# Rosso Levanto

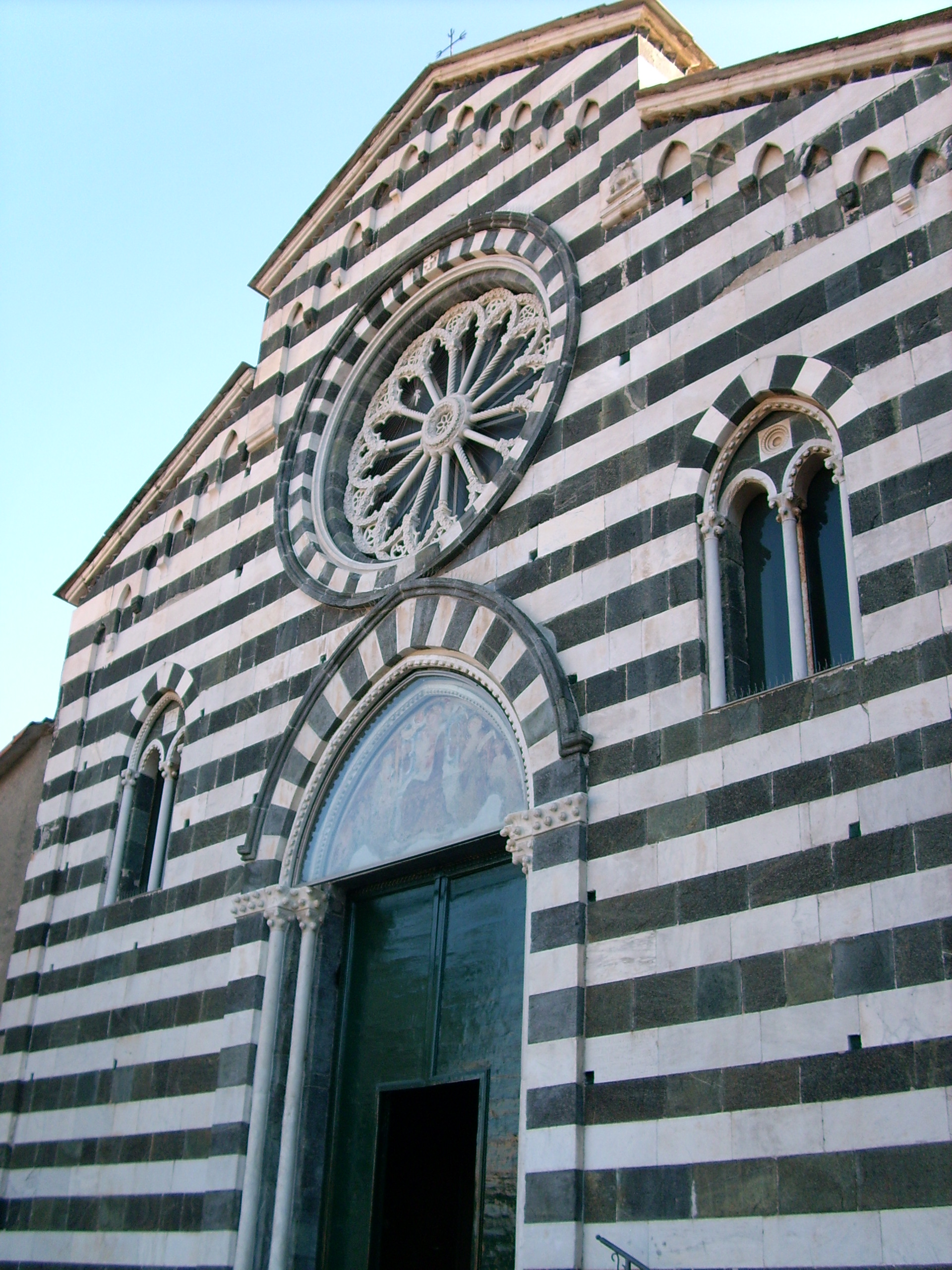
Chiesa di Sant’Andrea Apostolo di Levanto besteht aus dem hellen Carrara-Marmor und dem grünen Verde Levanto

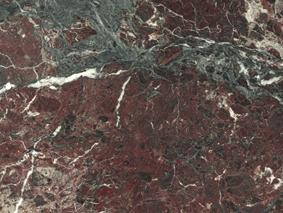
Oberfläche des Rosso Levanto mit erkennbaren roten und grünen Anteilen

Rosso Levanto ist die Bezeichnung für einen Naturstein, der bei Bonassola in Ligurien, Italien, abgebaut wird. Der Steinbruch liegt etwa 10 km von La Spezia entfernt und ist nach Levanto, der letzten der fünf Ortschaften der Cinque Terre benannt, die unmittelbar neben Bonassola liegt. Das Gestein entstand im Jura vor 160 Millionen Jahren und die Umwandlung, die Serpentinisierung, fand vor 3 Millionen Jahren statt (Oberes Tertiär).

## Gesteinsentstehung
Serpentinite entstehen aus Tiefengestein im Erdmantel, aus Peridotit, der metamorph überprägt wurde. Das in den Peridoditen enthaltene Olivin wird dabei durch Hitze und Druck völlig zu Serpentinmineralen verwandelt und das Ursprungsgestein zertrümmert. In die in diesem Prozess entstehenden Risse und Spalten werden mit Kalzit verfüllt, die als weißen Adern auftreten. Im Prozess der Serpentinisierung wandelt sich das Ursprungsgestein völlig um.

## Gesteinsbeschreibung
Dieser Naturstein wird in seiner rötlichen und bis graugrünen Grundmasse durch zahlreiche weiße und weißgraue Kalzit-Adern strukturiert. Die Farbe von Rosso Levanto schwankt zwischen purpur- bis blutrot und grünlich bis graugrünlich. Selbst bei einer entsprechenden Auswahl des zu verwendenden Natursteins kommen in dem rötlichen Gestein grüne Einlagen vor. Rosso Levanto ist einer der selten roten Serpentinite, die ansonsten grün gefärbt sind. Die rote Farbtönung kommt daher, dass das in dem Ursprungsgestein enthaltene Eisen zu Hämatit oxidiert ist. Ist das Gestein ausschließlich grün, wird es als Verde Levanto gehandelt, das heute meistens als Zuschlagstoff zur Herstellung von Agglomarmor verwendet wird. Früher fand es aus Baustein Verwendung.

## Verwendung
Es handelt sich um einen historisch bedeutsamen Naturstein, der im Mittelalter im gesamten Mittelmeerraum an sakralen und profanen Bauten Verwendung fand. Vornehmlich wurden damit im Inneren solcher Bauwerke Balustraden, Säulen, Kamine, Wandbekleidungen wie auch Treppenstufen gestaltet. Des Weiteren eignet er sich auch zur Bildhauerei oder dient im Kunsthandwerk als Material für aufwändig gestaltete Schalen, Vasen und andere exklusive Gebrauchsgegenstände.
Dieser Naturstein ist nicht beständig gegen Frost, Salz oder chemische Aggressoren und verwittert im Freien relativ schnell.
Rosso Levanto taucht im Handel unter verschiedenen Namen auf wie Rossa Levante, Rosso di Lepanto, Rosso Levantino, Rouge Lewanto, Roter Lepanto, Roter Levante-Marmor usw. Gesteinskundlich handelt es sich jedoch, wie beschrieben, nicht um Marmor. Es ist allerdings im Handel heute üblich, polierte Gesteine lediglich als Marmore oder als Granite zu qualifizieren.